# Kommunalvalget i Aarhus Kommune 2013
Den 19. november 2013 blev afholdt kommunalvalg i Danmark, og dermed i Aarhus Kommune. 
Der var opstillet 196 kandidater fra 15 partier, af dem skulle vælges 31 til den nye kommunalbestyrelse. Forud for valget viste meningsmålingerne af borgmester Jacob Bundsgaard (A) ville beholde sin borgmesterpost, til trods for rød bloks tilbagegang. Det blev også således, rød blok mistede dog 1 mandat, så fordelingen kom til at hedde 20 mandater til rød blok (A, B, F, Ø) mod 11 til blå (V, C, I, O). Valget blev en personlig sejr for Jacob Bundsgaard, da han fik det højeste personlige antal stemmer på landsplan.
Stemmeprocenten lå på 70,49 % for kommunen, hvilket betød at 183.265 af de 259.960 mulige stemmer blev afgivet.

## Valgte byrådsmedlemmer
De valgte er listet efter hvilket mandat de fik tildelt efter D'Hondts metode.
| Parti | Parti                   | Navn                    | Personlige stemmer |
| ----- | ----------------------- | ----------------------- | ------------------ |
|       | Socialdemokratiet       | Jacob Bundsgaard        | 39.237             |
|       | Socialdemokratiet       | Kristian Würtz          | 1.684              |
|       | Venstre                 | Bünyamin Simsek         | 8.169              |
|       | Socialdemokratiet       | Hans Halvorsen          | 1.525              |
|       | Socialdemokratiet       | Lotte Cederskjold*      | 1.468              |
|       | Venstre                 | Lene Horsbøl            | 2.250              |
|       | Enhedslisten            | Maria Sloth             | 2.739              |
|       | Radikale Venstre        | Rabih Azad-Ahmad        | 2.048              |
|       | Dansk Folkeparti        | Jette Skive             | 4.225              |
|       | Socialdemokratiet       | Hüseyin Arac            | 1.330              |
|       | Socialistisk Folkeparti | Thomas Medom            | 3.989              |
|       | Socialdemokratiet       | Camilla Fabricius       | 1.123              |
|       | Venstre                 | Gert Bjerregaard        | 2.019              |
|       | Konservative Folkeparti | Marc Perera Christensen | 4.085              |
|       | Socialdemokratiet       | Steen B. Andersen       | 988                |
|       | Socialdemokratiet       | Anette Poulsen          | 959                |
|       | Venstre                 | Hans Skou               | 1.862              |
|       | Enhedslisten            | Jette Jensen            | 2.068              |
|       | Socialdemokratiet       | Ango Winther            | 823                |
|       | Liberal Alliance        | Lars Boje Mathiesen***  | 3.704              |
|       | Radikale Venstre        | Anne Nygaard            | 1.325              |
|       | Socialdemokratiet       | Esben Kullberg          | 819                |
|       | Dansk Folkeparti        | Knud N. Mathiesen       | 1.205              |
|       | Socialdemokratiet       | Aage Rais-Nordentoft    | 769                |
|       | Socialistisk Folkeparti | Jan Ravn Christensen    | 435                |
|       | Socialdemokratiet       | Peder Udengaard         | 731                |
|       | Venstre                 | Christian Budde**       | 953                |
|       | Konservative Folkeparti | Steen Stavnsbo          | 1.427              |
|       | Enhedslisten            | Peter Hegner Bonfils    | 515                |
|       | Socialdemokratiet       | Lisbeth Lauersen        | 670                |
|       | Venstre                 | Theresa Blegvad         | 779                |

- * = Lotte Cederskjold (A) forlod byrådet 1. august 2015, da hun ventede barn med sin mand, der er borgmester i Fredericia. Cederskjold flyttede derfor til Fredericia, og nedlagde sit mandat, der gik til 1. suppleant Ali Nuur, der fik 650 personlige stemmer.[1] [2]
- ** = Christian Budde (V) forlod byrådet i midten af september 2015. Budde begrundede sit stop med "”At jeg stopper nu skyldes hensynet til min familie, da vi privat har været igennem nogle meget barske år, der nu nødvendiggør, at jeg fokuserer på min familie. Samtidig ønsker jeg ikke at lukke døren endegyldigt til politik, men håber, at der kan opstå en mulighed igen på den længere bane”.[3] Buddes mandat gik til 1. suppleanten Henrik Arens, der fik 715 stemmer ved byrådsvalget.[4]
- ***= Lars Boje Mathiesen (I) meldte sig ud af Liberal Alliance d. 21/9-16 da han ikke kunne få lov til at stille op til Folketinget. Han mener at der er mangel på konkurrence i partiet, samt at han ikke kunne få lov til opstille, da han var for stor en konkurrent for de andre kandidater. Mathiesen fortsatte som løsgænger i byrådet efterfølgende.[5] D. 29/9-16 meldte Mathiesen sig ind i Nye Borgerlige, og blev dermed deres 8. kommunalbestyrelsesmedlem på landsplan.[6]

## Opstillede partier
| Partibogstav | Partinavn                    | Spidskandidat           | Antal stemmer |
| ------------ | ---------------------------- | ----------------------- | ------------- |
| A            | Socialdemokratiet            | Jacob Bundsgaard        | 68.798        |
| B            | Radikale Venstre             | Rabih Azad-Ahmad        | 14.956        |
| C            | Konservative Folkeparti      | Marc Perera Christensen | 11.213        |
| D            | Seniorpartiet                | Lotte Bostrup           | 400           |
| F            | Socialistisk Folkeparti      | Thomas Medom            | 12.159        |
| I            | Liberal Alliance             | Lars Boje Mathiesen     | 6.900         |
| K            | Kristendemokraterne          | Peter Høst              | 1.102         |
| L            | Schiller Instituttets Venner | Janus Kramer Møller     | 165           |
| N            | Danskernes Parti             | Daniel Carlsen          | 557           |
| O            | Dansk Folkeparti             | Jette Skive             | 13.117        |
| P            | Steffen Rasmussen            | Steffen Rasmussen       | 2.285         |
| R            | Kommunistisk Fællesliste     | Jan Sylvest Andersen    | 348           |
| V            | Venstre                      | Bünyamin Simsek         | 30.968        |
| Æ            | Autentisk Politik            | Simon Stærh Hansen      | 150           |
| Ø            | Enhedslisten                 | Maria Sloth             | 16.879        |